# 比留奇
50°39′N 38°24′E / 50.650°N 38.400°E

Coat of Arms of Biryuch

比留奇（俄语：Бирюч）是俄羅斯別爾哥羅德州東部的一個城市，位於別爾哥羅德以東130公里。2002年時人口為8,079人。
1705年建立，2005年設市。